# 편먹고 공치리
《편먹고 공치리》는 SBS TV, WAVVE에서 방송되고 있는 골프 전문 예능 프로그램이다.

## 방송 개요
- 범람하는 골프 예능 속 독보적 존재감 탑재한 공치리들이 온다!

## 방송 시간
| 방송 채널 | 방송 기간                           | 방송 시간                    | 비고      |
| --------- | ----------------------------------- | ---------------------------- | --------- |
| SBS TV    | 2021년 7월 16일 ~ 2021년 7월 23일   | 매주 금요일 밤 11:30 ~ 1:30  | 중간 광고 |
| SBS TV    | 2021년 7월 30일                     | 매주 금요일 밤 11:30 ~ 1:25  | 중간 광고 |
| SBS TV    | 2021년 8월 7일                      | 매주 토요일 저녁 5:50 ~ 7:50 | 중간 광고 |
| SBS TV    | 2021년 11월 6일                     | 매주 토요일 저녁 5:50 ~ 7:50 | 중간 광고 |
| SBS TV    | 2021년 8월 14일                     | 매주 토요일 저녁 5:55 ~ 7:50 | 중간 광고 |
| SBS TV    | 2021년 8월 21일 ~ 2021년 10월 23일  | 매주 토요일 저녁 6:00 ~ 7:50 | 중간 광고 |
| SBS TV    | 2021년 11월 20일 ~ 2022년 1월 29일  | 매주 토요일 저녁 6:00 ~ 7:50 | 중간 광고 |
| SBS TV    | 2021년 11월 13일                    | 매주 토요일 저녁 6:30 ~ 7:50 | 중간 광고 |
| SBS TV    | 2022년 3월 19일 ~ 2022년 7월 2일    | 매주 토요일 저녁 6:00 ~ 8:00 | 중간 광고 |
| SBS TV    | 2022년 8월 31일                     | 매주 수요일 밤 10:40 ~ 12:40 | 중간 광고 |
| SBS TV    | 2022년 9월 7일                      | 매주 수요일 밤 10:40 ~ 12:20 | 중간 광고 |
| SBS TV    | 2022년 9월 28일                     | 매주 수요일 밤 10:40 ~ 12:20 | 중간 광고 |
| SBS TV    | 2022년 10월 12일                    | 매주 수요일 밤 10:40 ~ 12:20 | 중간 광고 |
| SBS TV    | 2022년 9월 14일                     |                              | 중간 광고 |
| SBS TV    | 2023년 3월 22일 ~ 2023년 5월 31일   | 매주 수요일 밤 10:40 ~ 12:30 | 중간 광고 |
| SBS TV    | 2022년 9월 21일                     | 매주 수요일 밤 11:10 ~ 12:50 | 중간 광고 |
| SBS TV    | 2022년 10월 5일                     | 매주 수요일 밤 10:50 ~ 12:40 | 중간 광고 |
| SBS TV    | 2022년 10월 19일 ~ 2022년 12월 14일 | 매주 수요일 밤 10:50 ~ 12:40 | 중간 광고 |

## 방송 시리즈
| 방송 시즌 | 방송 횟수 | 프로그램명    | 방송 기간                          | 진행                           |
| --------- | --------- | ------------- | ---------------------------------- | ------------------------------ |
| 1기       | 16부작    | 편먹고 공치리 | 2021년 7월 16일 ~ 2021년 10월 23일 | 이경규, 이승엽, 이승기, 유현주 |
| 2기       | 12부작    | 내부의 적     | 2021년 11월 6일 ~ 2022년 1월 29일  | 이경규, 이승엽, 이승기, 유현주 |
| 3기       | 16부작    | 랜덤박스      | 2022년 3월 19일 ~ 2022년 7월 2일   | 이경규, 이승엽, 이승기, 유현주 |
| 4기       | 12부작    | 진검승부      | 2022년 8월 31일 ~ 2022년 12월 14일 | 박미선, 유현주                 |
| 5기       | 10부작    | 승부사들      | 2023년 3월 22일 ~ 2023년 5월 31일  | 박미선, 유현주                 |

### 게스트

#### 시즌1
- 2 ~ 3회 : 주상욱, 박노준 (박사장)
- 4 ~ 5회 : 탁재훈, 배정남
- 6 ~ 7회 : 박선영, 차예련
- 8 ~ 9회 : 노사연, 이지훈, 닉쿤, 이보미 프로
- 10 ~ 11회 : 강경준, 장신영, 인교진, 소이현
- 12 ~ 13회 : 이태곤, 김효주 프로
- 14회 : 온주완, 황광희, 구본길
- 15 ~ 16회 : 박선영, 배정남, 강경준, 차예련

#### 시즌2
- 1 ~ 2회 : 하도권, 성훈
- 3 ~ 4회 : 김병만, 박성광
- 5 ~ 6회 : 이동국, 손연재
- 7 ~ 8회 : 류현진, 윤석민, 김하성, 박효준
- 9 ~ 10회 : 추성훈, 전혜빈, 모태범
- 11 ~ 12회 : 김하늘, 허다빈, 송가은 프로

#### 시즌3
- 1 ~ 2회 : 이수근, 백지영
- 3회 : 조혜련, 이현이, 차서린
- 4회 : 조혜련, 이현이, 차서린, 김병지, 백지훈
- 5 ~ 6회 : 김병만, 정근우, 이정신, 안신애 프로
- 7회 : 곽도원, 정동원
- 8회 : 곽도원, 정동원, 박기량, 송지아
- 9회 : 정보석, 임창정
- 10회 : 정보석, 임창정, 임준우 (임창정 아들), 설정환
- 11 ~ 12회 : 정일우, 이홍기
- 13회 : 홍성기♥이현이, 손준호♥김소현
- 14회 : 김이나, 한다감
- 15회 : 이승찬, 장수원, 이원석, 배정남
- 16회 : 이정진, 배정남

## 시청률

### 2021년 시즌 1
| 회차 | 방송일    | AGB 시청률     |
| 회차 | 방송일    | 대한민국(전국) |
| ---- | --------- | -------------- |
| 1    | 7월 16일  | 2.8%           |
| 2    | 7월 23일  | 2.1%           |
| 3    | 7월 30일  | 2.3%           |
| 4    | 8월 7일   | 4.2%           |
| 5    | 8월 14일  | 3.0%           |
| 6    | 8월 21일  | 4.1%           |
| 7    | 8월 28일  | 2.9%           |
| 8    | 9월 4일   | 3.5%           |
| 9    | 9월 11일  | 2.6%           |
| 10   | 9월 18일  | 3.2%           |
| 11   | 9월 22일  | 4.2%           |
| 12   | 9월 25일  | 3.9%           |
| 13   | 10월 2일  | 2.7%           |
| 14   | 10월 9일  | 2.7%           |
| 15   | 10월 16일 | 3.4%           |
| 16   | 10월 23일 | 2.8%           |

### 2021년 시즌 2
| 회차 | 방송일    | AGB 시청률     |
| 회차 | 방송일    | 대한민국(전국) |
| ---- | --------- | -------------- |
| 1    | 11월 6일  | 3.3%           |
| 2    | 11월 13일 | 2.0%           |
| 3    | 11월 20일 | 3.1%           |
| 4    | 11월 27일 | 2.7%           |
| 5    | 12월 4일  | 3.1%           |
| 6    | 12월 11일 | 3.8%           |
| 7    | 12월 18일 | 3.4%           |

### 2022년 시즌 2
| 회차 | 방송일   | AGB 시청률     |
| 회차 | 방송일   | 대한민국(전국) |
| ---- | -------- | -------------- |
| 8    | 1월 1일  | 4.1%           |
| 9    | 1월 8일  | 3.6%           |
| 10   | 1월 15일 | 3.6%           |
| 11   | 1월 22일 | 3.2%           |
| 12   | 1월 29일 | 2.6%           |

### 2022년 시즌 3
| 회차 | 방송일   | AGB 시청률     |
| 회차 | 방송일   | 대한민국(전국) |
| ---- | -------- | -------------- |
| 1    | 3월 19일 | 3.0%           |
| 2    | 3월 26일 | 2.5%           |
| 3    | 4월 2일  | 2.7%           |
| 4    | 4월 9일  | 2.1%           |
| 5    | 4월 16일 | 2.1%           |
| 6    | 4월 23일 | 2.3%           |
| 7    | 4월 30일 | 2.6%           |
| 8    | 5월 7일  | 2.1%           |
| 9    | 5월 14일 | 2.6%           |
| 10   | 5월 21일 | 2.3%           |
| 11   | 5월 28일 | 2.1%           |
| 12   | 6월 4일  | 2.1%           |
| 13   | 6월 11일 | 2.2%           |
| 14   | 6월 18일 | 2.0%           |
| 15   | 6월 25일 | 2.1%           |
| 16   | 7월 2일  | 2.9%           |

### 2022년 시즌 4
| 회차 | 방송일    | AGB 시청률     |
| 회차 | 방송일    | 대한민국(전국) |
| ---- | --------- | -------------- |
| 1    | 8월 31일  | 2.2%           |
| 2    | 9월 7일   | 3.2%           |
| 3    | 9월 14일  | 2.8%           |
| 4    | 9월 21일  | 2.5%           |
| 5    | 9월 28일  | 2.5%           |
| 6    | 10월 5일  | 2.4%           |
| 7    | 10월 12일 | 3.0%           |
| 8    | 10월 19일 | 2.5%           |
| 9    | 10월 26일 | 2.6%           |
| 10   | 11월 9일  | 2.8%           |
| 11   | 12월 7일  | 2.0%           |
| 12   | 12월 14일 | 1.9%           |

### 2023년 시즌 5
| 회차 | 방송일   | AGB 시청률     |
| 회차 | 방송일   | 대한민국(전국) |
| ---- | -------- | -------------- |
| 1    | 3월 22일 | 2.5%           |
| 2    | 3월 29일 | 2.8%           |
| 3    | 4월 5일  | 2.5%           |
| 4    | 4월 12일 | 2.4%           |
| 5    | 4월 19일 | 2.2%           |
| 6    | 5월 3일  | 1.9%           |
| 7    | 5월 10일 | 2.1%           |
| 8    | 5월 17일 | 2.0%           |
| 9    | 5월 24일 | 2.4%           |
| 10   | 5월 31일 | 2.2%           |

## 수상 경력
- 2021년 SBS 연예대상
  - 쇼·스포츠 부문 신인상 : 이승엽
  - 올해의 예능인상 : 이경규, 이승기
  - 프로듀서상 : 이승기

- 2022년 SBS 연예대상
  - 쇼·스포츠 부문 소셜 스타상 : 유현주
  - 베스트 캐릭터상 : 이경규

- 2023년 SBS 연예대상
  - 신스틸러상 : 양세찬
  - 남자 최우수상 : 김종민

## 결방 및 편성 변경 안내
2021년
- 12월 25일 : 2021 SBS 가요대전 중계방송으로 인한 결방.

2022년
- 11월 2일 : 이태원 압사 사고 참사 여파 및 골 때리는 그녀들 편성으로 인한 결방.
- 11월 16일 : 창사특집 SBS D포럼 2022 - 다시쓰는 민주주의 편성으로 인한 결방.
- 11월 23일 : 2022 카타르 월드컵 조별리그 E조 1차전 독일 VS 일본 중계방송으로 인한 결방.
- 11월 30일 : 2022 카타르 월드컵 조별리그 D조 3차전 튀니지 VS 프랑스 중계방송으로 인한 결방.

2023년
- 4월 26일 : 한미정상회담 관련 SBS 뉴스특보 편성으로 인한 결방.

## 하차 멤버
2022년
- 8월 4일 : 이승기 드라마 법대로 사랑하라 촬영 집중으로 시즌4 하차 임창정, 이종혁 새 멤버 합류
- 10월 14일 : 이승엽 두산 베어스 감독으로 발탁 되어 하차

2023년
- 3월 22일 : 탁재훈, 김준호, 임창정, 이종혁 등이 새 시즌 방송과 함께 동반 하차

## 참고 사항
- 매주 토요일 저녁 시간대에 한동안 2년 반 만에 대체 편성되었다.
- 2021년 8월 7일부터 토요일 시간대로 옮겨갔으며[2] SBS는 해당 프로그램에 앞서 《미추리》시즌 2를 내보낼 계획이었으나 이런저런 사정 때문에 무산되기도 했다.